# Jordi Koalitic
Pour les articles homonymes, voir Puig.
Jordi Puig, mieux connu sous le nom de Jordi Koalitic, né en 1992 à Barcelone, est un photographe et vidéaste espagnol. 

## Biographie
Jordi Puig est né en 1992 à Barcelone en Espagne. Jordi a commencé sa carrière de photographe en 2012.
Il collabore avec de nombreuses marques, telles que Lamborghini, Mercedes-Benz, Red Bull, Xiaomi, Nikon, Nestlé, Pepsi, ou encore Braun,,,,,,. 
Jordi Puig a également eu l'occasion de travailler avec des personnalités telles que Will Smith, Liza Koshy et Pepe Aguilar,. En août 2021, il dépasse les 19,7  millions d’abonnés sur TikTok[réf. souhaitée].